# Pèptid opioide
Els pèptids opioides són polipèptids pertanyents al grup dels compostos neuropèptids. De la mateixa manera que altres agents afins, aquests presenten propietats neuromoduladores.

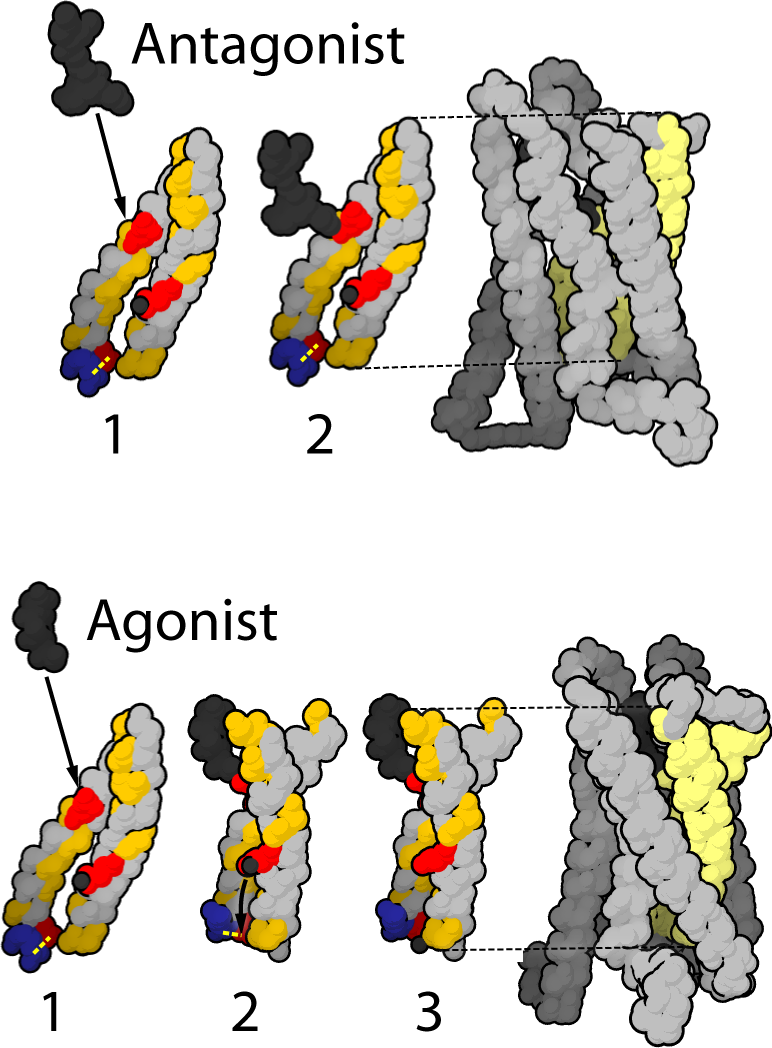
Receptor mu dels opioides

Són produïts a la glàndula pituïtària i l'hipotàlem en vertebrats durant exercicis vigorosos, excitació, i orgasmes, i s'assemblen als opiacis en la seva habilitat per produir analgèsia i una sensació de benestar. Les endorfines actuen com eliminadors naturals del dolor, els efectes poden potenciar el d'altres medicacions.
El terme pèptid opioide s'utilitza, sobretot, per referir-se a dos agents químics en particular: l'endorfina i l'encefalina.

Correlación estructural entre las encefalinas y la morfina